# Teoría de la deformación infinitesimal
En mecánica de medios continuos, la teoría de la deformación infinitesimal es un enfoque matemático para la descripción de la deformación de cuerpos sólidos en la que se supone que los desplazamientos de las partículas del material es mucho más pequeño (de hecho, infinitesimalmente más pequeño) que cualquier valor relevante de las dimensiones del cuerpo; de modo que se puede suponer que su geometría y las propiedades constitutivas del material (como densidad y rigidez) en cada punto del espacio no cambian por efecto de la deformación.
Con esta suposición, las ecuaciones de la mecánica del continuo se simplifican considerablemente. Este enfoque también puede denominarse teoría de las pequeñas deformaciones, teoría de los pequeños desplazamientos o teoría de los pequeños desplazamientos-gradientes. Se contrapone con la teoría de la deformación finita, en la que se hace la suposición opuesta.
Se adopta comúnmente en ingeniería civil y mecánica para el análisis de tensiones en estructuras construidas a partir de materiales elásticos relativamente rígidos, como el hormigón y el acero, ya que un objetivo común en el diseño de tales estructuras es minimizar su deformación bajo las cargas de diseño. Sin embargo, esta aproximación exige precaución en el caso de cuerpos delgados y flexibles, como varillas, placas y carcasas, que son susceptibles de experimentar rotaciones importantes, lo que hace que los resultados no sean fiables.

## Tensor de deformaciones infinitesimales
Para deformaciones infinitesimales de un cuerpo continuo, en las que el tensor de gradiente de desplazamiento (tensor de segundo orden) es pequeño en comparación con la unidad, es decir, {\displaystyle \|\nabla \mathbf {u} \|\ll 1}, es posible realizar una linealización geométrica de cualquiera de los tensores de deformación finitos utilizados en la teoría de deformaciones finitas, como en el caso del tensor de deformación finita lagrangiano {\displaystyle \mathbf {E} } y del tensor de deformación finita euleriano {\displaystyle \mathbf {e} }. En tal linealización, se desprecian los términos no lineales o de segundo orden del tensor de deformación finito. Así, se obtiene
{\displaystyle \mathbf {E} ={\frac {1}{2}}\left(\nabla _{\mathbf {X} }\mathbf {u} +(\nabla _{\mathbf {X} }\mathbf {u} )^{T}+(\nabla _{\mathbf {X} }\mathbf {u} )^{T}\nabla _{\mathbf {X} }\mathbf {u} \right)\approx {\frac {1}{2}}\left(\nabla _{\mathbf {X} }\mathbf {u} +(\nabla _{\mathbf {X} }\mathbf {u} )^{T}\right)}
o
{\displaystyle E_{KL}={\frac {1}{2}}\left({\frac {\partial U_{K}}{\partial X_{L}}}+{\frac {\partial U_{L}}{\partial X_{K}}}+{\frac {\partial U_{M}}{\partial X_{K}}}{\frac {\partial U_{M}}{\partial X_{L}}}\right)\approx {\frac {1}{2}}\left({\frac {\partial U_{K}}{\partial X_{L}}}+{\frac {\partial U_{L}}{\partial X_{K}}}\right)}
y
{\displaystyle \mathbf {e} ={\frac {1}{2}}\left(\nabla _{\mathbf {x} }\mathbf {u} +(\nabla _{\mathbf {x} }\mathbf {u} )^{T}-\nabla _{\mathbf {x} }\mathbf {u} (\nabla _{\mathbf {x} }\mathbf {u} )^{T}\right)\approx {\frac {1}{2}}\left(\nabla _{\mathbf {x} }\mathbf {u} +(\nabla _{\mathbf {x} }\mathbf {u} )^{T}\right)}
o
{\displaystyle e_{rs}={\frac {1}{2}}\left({\frac {\partial u_{r}}{\partial x_{s}}}+{\frac {\partial u_{s}}{\partial x_{r}}}-{\frac {\partial u_{k}}{\partial x_{r}}}{\frac {\partial u_{k}}{\partial x_{s}}}\right)\approx {\frac {1}{2}}\left({\frac {\partial u_{r}}{\partial x_{s}}}+{\frac {\partial u_{s}}{\partial x_{r}}}\right)}
Esta linealización implica que la descripción lagrangiana y la descripción euleriana son aproximadamente iguales, ya que hay poca diferencia en las coordenadas materiales y espaciales de un punto material dado en el continuo. Por lo tanto, las componentes del tensor de gradiente de desplazamiento del material y del tensor de gradiente de desplazamiento espacial son aproximadamente iguales. En consecuencia,
{\displaystyle \mathbf {E} \approx \mathbf {e} \approx {\boldsymbol {\varepsilon }}={\frac {1}{2}}\left((\nabla \mathbf {u} )^{T}+\nabla \mathbf {u} \right)}
o
{\displaystyle E_{KL}\approx e_{rs}\approx \varepsilon _{ij}={\frac {1}{2}}\left(u_{i,j}+u_{j,i}\right)}
donde {\displaystyle \varepsilon _{ij}} son las componentes del tensor de deformación infinitesimal {\displaystyle {\boldsymbol {\varepsilon }}}, también llamado tensor de deformación de Cauchy, tensor de deformación lineal o tensor de pequeñas deformaciones.
{\displaystyle {\begin{aligned}\varepsilon _{ij}&={\frac {1}{2}}\left(u_{i,j}+u_{j,i}\right)\\&={\begin{bmatrix}\varepsilon _{11}&\varepsilon _{12}&\varepsilon _{13}\\\varepsilon _{21}&\varepsilon _{22}&\varepsilon _{23}\\\varepsilon _{31}&\varepsilon _{32}&\varepsilon _{33}\\\end{bmatrix}}\\&={\begin{bmatrix}{\frac {\partial u_{1}}{\partial x_{1}}}&{\frac {1}{2}}\left({\frac {\partial u_{1}}{\partial x_{2}}}+{\frac {\partial u_{2}}{\partial x_{1}}}\right)&{\frac {1}{2}}\left({\frac {\partial u_{1}}{\partial x_{3}}}+{\frac {\partial u_{3}}{\partial x_{1}}}\right)\\{\frac {1}{2}}\left({\frac {\partial u_{2}}{\partial x_{1}}}+{\frac {\partial u_{1}}{\partial x_{2}}}\right)&{\frac {\partial u_{2}}{\partial x_{2}}}&{\frac {1}{2}}\left({\frac {\partial u_{2}}{\partial x_{3}}}+{\frac {\partial u_{3}}{\partial x_{2}}}\right)\\{\frac {1}{2}}\left({\frac {\partial u_{3}}{\partial x_{1}}}+{\frac {\partial u_{1}}{\partial x_{3}}}\right)&{\frac {1}{2}}\left({\frac {\partial u_{3}}{\partial x_{2}}}+{\frac {\partial u_{2}}{\partial x_{3}}}\right)&{\frac {\partial u_{3}}{\partial x_{3}}}\\\end{bmatrix}}\end{aligned}}}
o usando una notación diferente:
{\displaystyle {\begin{bmatrix}\varepsilon _{xx}&\varepsilon _{xy}&\varepsilon _{xz}\\\varepsilon _{yx}&\varepsilon _{yy}&\varepsilon _{yz}\\\varepsilon _{zx}&\varepsilon _{zy}&\varepsilon _{zz}\\\end{bmatrix}}={\begin{bmatrix}{\frac {\partial u_{x}}{\partial x}}&{\frac {1}{2}}\left({\frac {\partial u_{x}}{\partial y}}+{\frac {\partial u_{y}}{\partial x}}\right)&{\frac {1}{2}}\left({\frac {\partial u_{x}}{\partial z}}+{\frac {\partial u_{z}}{\partial x}}\right)\\{\frac {1}{2}}\left({\frac {\partial u_{y}}{\partial x}}+{\frac {\partial u_{x}}{\partial y}}\right)&{\frac {\partial u_{y}}{\partial y}}&{\frac {1}{2}}\left({\frac {\partial u_{y}}{\partial z}}+{\frac {\partial u_{z}}{\partial y}}\right)\\{\frac {1}{2}}\left({\frac {\partial u_{z}}{\partial x}}+{\frac {\partial u_{x}}{\partial z}}\right)&{\frac {1}{2}}\left({\frac {\partial u_{z}}{\partial y}}+{\frac {\partial u_{y}}{\partial z}}\right)&{\frac {\partial u_{z}}{\partial z}}\\\end{bmatrix}}}
Además, dado que el gradiente de deformación se puede expresar como {\displaystyle {\boldsymbol {F}}={\boldsymbol {\nabla }}\mathbf {u} +{\boldsymbol {I}}}, donde {\displaystyle {\boldsymbol {I}}} es el tensor de identidad de segundo orden, se tiene que
{\displaystyle {\boldsymbol {\varepsilon }}={\frac {1}{2}}\left({\boldsymbol {F}}^{T}+{\boldsymbol {F}}\right)-{\boldsymbol {I}}}
Además, de la expresión general para los tensores de deformación finita lagrangianos y eulerianos se sigue que
{\displaystyle {\begin{aligned}\mathbf {E} _{(m)}&={\frac {1}{2m}}(\mathbf {U} ^{2m}-{\boldsymbol {I}})={\frac {1}{2m}}[({\boldsymbol {F}}^{T}{\boldsymbol {F}})^{m}-{\boldsymbol {I}}]\approx {\frac {1}{2m}}[\{{\boldsymbol {\nabla }}\mathbf {u} +({\boldsymbol {\nabla }}\mathbf {u} )^{T}+{\boldsymbol {I}}\}^{m}-{\boldsymbol {I}}]\approx {\boldsymbol {\varepsilon }}\\\mathbf {e} _{(m)}&={\frac {1}{2m}}(\mathbf {V} ^{2m}-{\boldsymbol {I}})={\frac {1}{2m}}[({\boldsymbol {F}}{\boldsymbol {F}}^{T})^{m}-{\boldsymbol {I}}]\approx {\boldsymbol {\varepsilon }}\end{aligned}}}

### Deducción geométrica

Figura 1. Deformación geométrica bidimensional de un elemento material infinitesimal

Considérese una deformación bidimensional de un elemento material rectangular infinitesimal con dimensiones {\displaystyle dx} por {\displaystyle dy} (Figura 1), que tras la deformación toma la forma de un rombo. De la geometría de la Figura 1 se deduce que
{\displaystyle {\begin{aligned}{\overline {ab}}&={\sqrt {\left(dx+{\frac {\partial u_{x}}{\partial x}}dx\right)^{2}+\left({\frac {\partial u_{y}}{\partial x}}dx\right)^{2}}}\\&=dx{\sqrt {1+2{\frac {\partial u_{x}}{\partial x}}+\left({\frac {\partial u_{x}}{\partial x}}\right)^{2}+\left({\frac {\partial u_{y}}{\partial x}}\right)^{2}}}\\\end{aligned}}}
Para gradientes de desplazamiento muy pequeños, es decir, {\displaystyle \|\nabla \mathbf {u} \|\ll 1}, se tiene que
{\displaystyle {\overline {ab}}\approx dx+{\frac {\partial u_{x}}{\partial x}}dx}
La deformación longitudinal en la dirección {\displaystyle x} del elemento rectangular está definida por
{\displaystyle \varepsilon _{x}={\frac {{\overline {ab}}-{\overline {AB}}}{\overline {AB}}}}
y sabiendo que {\displaystyle {\overline {AB}}=dx}, entonces
{\displaystyle \varepsilon _{x}={\frac {\partial u_{x}}{\partial x}}}
De manera similar, la deformación longitudinal en {\displaystyle y}-direction, y en {\displaystyle z}-direction, se vuelve
{\displaystyle \varepsilon _{y}={\frac {\partial u_{y}}{\partial y}}\quad ,\qquad \varepsilon _{z}={\frac {\partial u_{z}}{\partial z}}}
La deformación angular, o el cambio de ángulo entre dos líneas de material originalmente ortogonales, en este caso las rectas {\displaystyle {\overline {AC}}} y {\displaystyle {\overline {AB}}}, se define como
{\displaystyle \gamma _{xy}=\alpha +\beta }
De la geometría de la Figura 1 se tiene que
{\displaystyle \tan \alpha ={\frac {{\dfrac {\partial u_{y}}{\partial x}}dx}{dx+{\dfrac {\partial u_{x}}{\partial x}}dx}}={\frac {\dfrac {\partial u_{y}}{\partial x}}{1+{\dfrac {\partial u_{x}}{\partial x}}}}\quad ,\qquad \tan \beta ={\frac {{\dfrac {\partial u_{x}}{\partial y}}dy}{dy+{\dfrac {\partial u_{y}}{\partial y}}dy}}={\frac {\dfrac {\partial u_{x}}{\partial y}}{1+{\dfrac {\partial u_{y}}{\partial y}}}}}
Para rotaciones pequeñas, es decir, cuando {\displaystyle \alpha } y {\displaystyle \beta } son {\displaystyle \ll 1}, se considera que
{\displaystyle \tan \alpha \approx \alpha \quad ,\qquad \tan \beta \approx \beta }
y, nuevamente, para pequeños gradientes de desplazamiento, se tiene que
{\displaystyle \alpha ={\frac {\partial u_{y}}{\partial x}}\quad ,\qquad \beta ={\frac {\partial u_{x}}{\partial y}}}
y de este modo
{\displaystyle \gamma _{xy}=\alpha +\beta ={\frac {\partial u_{y}}{\partial x}}+{\frac {\partial u_{x}}{\partial y}}}
Al intercambiar {\displaystyle x} e {\displaystyle y} por un lado y {\displaystyle u_{x}} y {\displaystyle u_{y}} por otro, se puede demostrar que {\displaystyle \gamma _{xy}=\gamma _{yx}}.
De manera similar, para los planos {\displaystyle y}-{\displaystyle z} y {\displaystyle x}-{\displaystyle z}, se obtiene
{\displaystyle \gamma _{yz}=\gamma _{zy}={\frac {\partial u_{y}}{\partial z}}+{\frac {\partial u_{z}}{\partial y}}\quad ,\qquad \gamma _{zx}=\gamma _{xz}={\frac {\partial u_{z}}{\partial x}}+{\frac {\partial u_{x}}{\partial z}}}
Se puede ver que las componentes de deformación tensorial de corte del tensor de deformación infinitesimal se pueden expresar usando la definición de deformación empleada en ingeniería, {\displaystyle \gamma }, como
{\displaystyle {\begin{bmatrix}\varepsilon _{xx}&\varepsilon _{xy}&\varepsilon _{xz}\\\varepsilon _{yx}&\varepsilon _{yy}&\varepsilon _{yz}\\\varepsilon _{zx}&\varepsilon _{zy}&\varepsilon _{zz}\\\end{bmatrix}}={\begin{bmatrix}\varepsilon _{xx}&\gamma _{xy}/2&\gamma _{xz}/2\\\gamma _{yx}/2&\varepsilon _{yy}&\gamma _{yz}/2\\\gamma _{zx}/2&\gamma _{zy}/2&\varepsilon _{zz}\\\end{bmatrix}}}

### Interpretación física
De la teoría de la deformación finita se tiene que
{\displaystyle d\mathbf {x} ^{2}-d\mathbf {X} ^{2}=d\mathbf {X} \cdot 2\mathbf {E} \cdot d\mathbf {X} \quad {\text{or}}\quad (dx)^{2}-(dX)^{2}=2E_{KL}\,dX_{K}\,dX_{L}}
Para deformaciones infinitesimales, entonces se sigue que
{\displaystyle d\mathbf {x} ^{2}-d\mathbf {X} ^{2}=d\mathbf {X} \cdot 2\mathbf {\boldsymbol {\varepsilon }} \cdot d\mathbf {X} \quad {\text{or}}\quad (dx)^{2}-(dX)^{2}=2\varepsilon _{KL}\,dX_{K}\,dX_{L}}
Dividiendo por {\displaystyle (dX)^{2}}
{\displaystyle {\frac {dx-dX}{dX}}{\frac {dx+dX}{dX}}=2\varepsilon _{ij}{\frac {dX_{i}}{dX}}{\frac {dX_{j}}{dX}}}
Para pequeñas deformaciones se asume que {\displaystyle dx\approx dX}, por lo que el segundo término del lado izquierdo se convierte en: {\displaystyle {\frac {dx+dX}{dX}}\approx 2}.
En consecuencia,
{\displaystyle {\frac {dx-dX}{dX}}=\varepsilon _{ij}N_{i}N_{j}=\mathbf {N} \cdot {\boldsymbol {\varepsilon }}\cdot \mathbf {N} }
donde {\displaystyle N_{i}={\frac {dX_{i}}{dX}}}, es el vector unitario en la dirección de {\displaystyle d\mathbf {X} }, y la expresión del lado izquierdo es la deformación normal {\displaystyle e_{(\mathbf {N} )}} en la dirección de {\displaystyle \mathbf {N} }. Para el caso particular de {\displaystyle \mathbf {N} } en la dirección {\displaystyle X_{1}}, es decir, {\displaystyle \mathbf {N} =\mathbf {I} _{1}}, se tiene que
{\displaystyle e_{(\mathbf {I} _{1})}=\mathbf {I} _{1}\cdot {\boldsymbol {\varepsilon }}\cdot \mathbf {I} _{1}=\varepsilon _{11}.}
De manera similar, para {\displaystyle \mathbf {N} =\mathbf {I} _{2}} y {\displaystyle \mathbf {N} =\mathbf {I} _{3}} se pueden encontrar respectivamente las deformaciones normales {\displaystyle \varepsilon _{22}} y {\displaystyle \varepsilon _{33}}. Por lo tanto, los elementos diagonales del tensor de deformaciones infinitesimales son las deformaciones normales en las direcciones de las coordenadas.

### Reglas de transformación de deformaciones
Si se elige un Sistema en coordenadas ortonormales ({\displaystyle \mathbf {e} _{1},\mathbf {e} _{2},\mathbf {e} _{3}}) se puede escribir el tensor en términos de componentes con respecto a los vectores de la base como
{\displaystyle {\boldsymbol {\varepsilon }}=\sum _{i=1}^{3}\sum _{j=1}^{3}\varepsilon _{ij}\mathbf {e} _{i}\otimes \mathbf {e} _{j}}
En forma matricial,
{\displaystyle {\underline {\underline {\boldsymbol {\varepsilon }}}}={\begin{bmatrix}\varepsilon _{11}&\varepsilon _{12}&\varepsilon _{13}\\\varepsilon _{12}&\varepsilon _{22}&\varepsilon _{23}\\\varepsilon _{13}&\varepsilon _{23}&\varepsilon _{33}\end{bmatrix}}}
Se puede optar fácilmente por utilizar otro sistema de coordenadas ortonormales ({\displaystyle {\hat {\mathbf {e} }}_{1},{\hat {\mathbf {e} }}_{2},{\hat {\mathbf {e} }}_{3}}). En ese caso, las componentes del tensor son diferentes, póngase por caso
{\displaystyle {\boldsymbol {\varepsilon }}=\sum _{i=1}^{3}\sum _{j=1}^{3}{\hat {\varepsilon }}_{ij}{\hat {\mathbf {e} }}_{i}\otimes {\hat {\mathbf {e} }}_{j}\quad \implies \quad {\underline {\underline {\hat {\boldsymbol {\varepsilon }}}}}={\begin{bmatrix}{\hat {\varepsilon }}_{11}&{\hat {\varepsilon }}_{12}&{\hat {\varepsilon }}_{13}\\{\hat {\varepsilon }}_{12}&{\hat {\varepsilon }}_{22}&{\hat {\varepsilon }}_{23}\\{\hat {\varepsilon }}_{13}&{\hat {\varepsilon }}_{23}&{\hat {\varepsilon }}_{33}\end{bmatrix}}}
Las componentes de la deformación en los dos sistemas de coordenadas están relacionados por
{\displaystyle {\hat {\varepsilon }}_{ij}=\ell _{ip}~\ell _{jq}~\varepsilon _{pq}}
donde se ha utilizado el convenio de suma de Einstein para índices repetidos y {\displaystyle \ell _{ij}={\hat {\mathbf {e} }}_{i}\cdot {\mathbf {e} }_{j}}. En forma matricial
{\displaystyle {\underline {\underline {\hat {\boldsymbol {\varepsilon }}}}}={\underline {\underline {\mathbf {L} }}}~{\underline {\underline {\boldsymbol {\varepsilon }}}}~{\underline {\underline {\mathbf {L} }}}^{T}}
o
{\displaystyle {\begin{bmatrix}{\hat {\varepsilon }}_{11}&{\hat {\varepsilon }}_{12}&{\hat {\varepsilon }}_{13}\\{\hat {\varepsilon }}_{21}&{\hat {\varepsilon }}_{22}&{\hat {\varepsilon }}_{23}\\{\hat {\varepsilon }}_{31}&{\hat {\varepsilon }}_{32}&{\hat {\varepsilon }}_{33}\end{bmatrix}}={\begin{bmatrix}\ell _{11}&\ell _{12}&\ell _{13}\\\ell _{21}&\ell _{22}&\ell _{23}\\\ell _{31}&\ell _{32}&\ell _{33}\end{bmatrix}}{\begin{bmatrix}\varepsilon _{11}&\varepsilon _{12}&\varepsilon _{13}\\\varepsilon _{21}&\varepsilon _{22}&\varepsilon _{23}\\\varepsilon _{31}&\varepsilon _{32}&\varepsilon _{33}\end{bmatrix}}{\begin{bmatrix}\ell _{11}&\ell _{12}&\ell _{13}\\\ell _{21}&\ell _{22}&\ell _{23}\\\ell _{31}&\ell _{32}&\ell _{33}\end{bmatrix}}^{T}}

### Invariantes de la deformación
Ciertas operaciones sobre el tensor de deformaciones dan el mismo resultado, teniendo en cuenta qué sistema de coordenadas ortonormales se utiliza para representar las componentes de la deformación. Los resultados de estas operaciones se denominan invariantes de la deformación. Las invariantes de la deformación más utilizadas son
{\displaystyle {\begin{aligned}I_{1}&=\mathrm {tr} ({\boldsymbol {\varepsilon }})\\I_{2}&={\tfrac {1}{2}}\{[\mathrm {tr} ({\boldsymbol {\varepsilon }})]^{2}-\mathrm {tr} ({\boldsymbol {\varepsilon }}^{2})\}\\I_{3}&=\det({\boldsymbol {\varepsilon }})\end{aligned}}}
En términos de componentes
{\displaystyle {\begin{aligned}I_{1}&=\varepsilon _{11}+\varepsilon _{22}+\varepsilon _{33}\\I_{2}&=\varepsilon _{11}\varepsilon _{22}+\varepsilon _{22}\varepsilon _{33}+\varepsilon _{33}\varepsilon _{11}-\varepsilon _{12}^{2}-\varepsilon _{23}^{2}-\varepsilon _{31}^{2}\\I_{3}&=\varepsilon _{11}(\varepsilon _{22}\varepsilon _{33}-\varepsilon _{23}^{2})-\varepsilon _{12}(\varepsilon _{21}\varepsilon _{33}-\varepsilon _{23}\varepsilon _{31})+\varepsilon _{13}(\varepsilon _{21}\varepsilon _{32}-\varepsilon _{22}\varepsilon _{31})\end{aligned}}}

### Deformaciones principales
Se puede demostrar que es posible encontrar un sistema de coordenadas ({\displaystyle \mathbf {n} _{1},\mathbf {n} _{2},\mathbf {n} _{3}}) en el que las componentes del tensor de deformaciones sean
{\displaystyle {\underline {\underline {\boldsymbol {\varepsilon }}}}={\begin{bmatrix}\varepsilon _{1}&0&0\\0&\varepsilon _{2}&0\\0&0&\varepsilon _{3}\end{bmatrix}}\quad \implies \quad {\boldsymbol {\varepsilon }}=\varepsilon _{1}\mathbf {n} _{1}\otimes \mathbf {n} _{1}+\varepsilon _{2}\mathbf {n} _{2}\otimes \mathbf {n} _{2}+\varepsilon _{3}\mathbf {n} _{3}\otimes \mathbf {n} _{3}}
Las componentes del tensor de deformaciones en el sistema de coordenadas ({\displaystyle \mathbf {n} _{1},\mathbf {n} _{2},\mathbf {n} _{3}}) se denominan deformaciones principales y las direcciones {\displaystyle \mathbf {n} _{i}} se denominan direcciones de deformación principales. Dado que no hay componentes de deformación cortante en este sistema de coordenadas, las deformaciones principales representan los estiramientos máximo y mínimo de un volumen elemental.
Si se dispone de las componentes del tensor de deformaciones en un sistema de coordenadas ortonormal arbitrario, se pueden encontrar las deformaciones principales usando una descomposición en autovalores determinada resolviendo el sistema de ecuaciones
{\displaystyle ({\underline {\underline {\boldsymbol {\varepsilon }}}}-\varepsilon _{i}~{\underline {\underline {\mathbf {I} }}})~\mathbf {n} _{i}={\underline {\mathbf {0} }}}
Este sistema de ecuaciones equivale a encontrar el vector {\displaystyle \mathbf {n} _{i}} en el que el tensor de deformación se convierte en un estiramiento puro sin componente de corte.

### Deformación volumétrica
La deformación volumétrica, también llamada deformación del material, es la variación relativa del volumen que surge de la dilatación o de la compresión del sólido sometido a esfuerzos mecánicos; y es la primera invariante de deformación o la traza del tensor:
{\displaystyle \delta ={\frac {\Delta V}{V_{0}}}=I_{1}=\varepsilon _{11}+\varepsilon _{22}+\varepsilon _{33}}
En realidad, si se considera un cubo con una longitud de arista a, es un cuasi-cubo después de la deformación (las variaciones de los ángulos no cambian el volumen) con las dimensiones {\displaystyle a\cdot (1+\varepsilon _{11})\times a\cdot (1+\varepsilon _{22})\times a\cdot (1+\varepsilon _{33})} y V0 = a3, y por lo tanto
{\displaystyle {\frac {\Delta V}{V_{0}}}={\frac {\left(1+\varepsilon _{11}+\varepsilon _{22}+\varepsilon _{33}+\varepsilon _{11}\cdot \varepsilon _{22}+\varepsilon _{11}\cdot \varepsilon _{33}+\varepsilon _{22}\cdot \varepsilon _{33}+\varepsilon _{11}\cdot \varepsilon _{22}\cdot \varepsilon _{33}\right)\cdot a^{3}-a^{3}}{a^{3}}}}
ya que se consideran pequeñas deformaciones,
{\displaystyle 1\gg \varepsilon _{ii}\gg \varepsilon _{ii}\cdot \varepsilon _{jj}\gg \varepsilon _{11}\cdot \varepsilon _{22}\cdot \varepsilon _{33}}
de acuerdo con la fórmula anterior.
En el caso de esfuerzos cortantes puros, se puede ver que no hay cambio de volumen.

### Tensor desviador de deformaciones
El tensor de deformación infinitesimal {\displaystyle \varepsilon _{ij}}, de manera similar al tensor de tensiones, se puede expresar como la suma de otros dos tensores:
1. Un tensor de deformación medio o tensor de deformación volumétrico o tensor de deformación esférico, {\displaystyle \varepsilon _{M}\delta _{ij}}, relacionado con la dilatación o el cambio de volumen; y
2. Un componente desviador llamado tensor desviador de deformación, {\displaystyle \varepsilon '_{ij}}, relacionado con la distorsión.

{\displaystyle \varepsilon _{ij}=\varepsilon '_{ij}+\varepsilon _{M}\delta _{ij}}
donde {\displaystyle \varepsilon _{M}} es la deformación media dada por
{\displaystyle \varepsilon _{M}={\frac {\varepsilon _{kk}}{3}}={\frac {\varepsilon _{11}+\varepsilon _{22}+\varepsilon _{33}}{3}}={\tfrac {1}{3}}I_{1}^{e}}
El tensor de deformación desviador se puede obtener restando el tensor de deformación medio del tensor de deformación infinitesimal:
{\displaystyle {\begin{aligned}\ \varepsilon '_{ij}&=\varepsilon _{ij}-{\frac {\varepsilon _{kk}}{3}}\delta _{ij}\\{\begin{bmatrix}\varepsilon '_{11}&\varepsilon '_{12}&\varepsilon '_{13}\\\varepsilon '_{21}&\varepsilon '_{22}&\varepsilon '_{23}\\\varepsilon '_{31}&\varepsilon '_{32}&\varepsilon '_{33}\\\end{bmatrix}}&={\begin{bmatrix}\varepsilon _{11}&\varepsilon _{12}&\varepsilon _{13}\\\varepsilon _{21}&\varepsilon _{22}&\varepsilon _{23}\\\varepsilon _{31}&\varepsilon _{32}&\varepsilon _{33}\\\end{bmatrix}}-{\begin{bmatrix}\varepsilon _{M}&0&0\\0&\varepsilon _{M}&0\\0&0&\varepsilon _{M}\\\end{bmatrix}}\\&={\begin{bmatrix}\varepsilon _{11}-\varepsilon _{M}&\varepsilon _{12}&\varepsilon _{13}\\\varepsilon _{21}&\varepsilon _{22}-\varepsilon _{M}&\varepsilon _{23}\\\varepsilon _{31}&\varepsilon _{32}&\varepsilon _{33}-\varepsilon _{M}\\\end{bmatrix}}\\\end{aligned}}}

### Deformaciones octaédricas
Sean ({\displaystyle \mathbf {n} _{1},\mathbf {n} _{2},\mathbf {n} _{3}}) las direcciones de las tres deformaciones principales. Un plano octaédrico es aquel cuya normal forma ángulos iguales con las tres direcciones principales. La tensión de corte en un plano octaédrico se llama deformación por corte octaédrico y está dada por
{\displaystyle \gamma _{\mathrm {oct} }={\tfrac {2}{3}}{\sqrt {(\varepsilon _{1}-\varepsilon _{2})^{2}+(\varepsilon _{2}-\varepsilon _{3})^{2}+(\varepsilon _{3}-\varepsilon _{1})^{2}}}}
donde {\displaystyle \varepsilon _{1},\varepsilon _{2},\varepsilon _{3}} son las deformaciones principales.
La deformación normal en un plano octaédrico viene dada por
{\displaystyle \varepsilon _{\mathrm {oct} }={\tfrac {1}{3}}(\varepsilon _{1}+\varepsilon _{2}+\varepsilon _{3})}

### Deformación equivalente
Una cantidad escalar llamada deformación equivalente, o deformación equivalente de von Mises, se utiliza a menudo para describir el estado de deformación en sólidos. En la literatura se pueden encontrar varias definiciones de deformación equivalente. Una definición que se usa comúnmente en la literatura sobre plasticidad es
{\displaystyle \varepsilon _{\mathrm {eq} }={\sqrt {{\tfrac {2}{3}}{\boldsymbol {\varepsilon }}^{\mathrm {dev} }:{\boldsymbol {\varepsilon }}^{\mathrm {dev} }}}={\sqrt {{\tfrac {2}{3}}\varepsilon _{ij}^{\mathrm {dev} }\varepsilon _{ij}^{\mathrm {dev} }}}~;~~{\boldsymbol {\varepsilon }}^{\mathrm {dev} }={\boldsymbol {\varepsilon }}-{\tfrac {1}{3}}\mathrm {tr} ({\boldsymbol {\varepsilon }})~{\boldsymbol {I}}}
Esta cantidad es el trabajo conjugado con la tensión equivalente, definida como
{\displaystyle \sigma _{\mathrm {eq} }={\sqrt {{\tfrac {3}{2}}{\boldsymbol {\sigma }}^{\mathrm {dev} }:{\boldsymbol {\sigma }}^{\mathrm {dev} }}}}

## Ecuaciones de compatibilidad
Para las componentes de deformación establecidas {\displaystyle \varepsilon _{ij}}, la ecuación del tensor de deformación {\displaystyle u_{i,j}+u_{j,i}=2\varepsilon _{ij}} representa un sistema de seis ecuaciones diferenciales para la determinación de tres componentes de desplazamiento {\displaystyle u_{i}}, lo que da un sistema sobredeterminado. Por lo tanto, generalmente no existe una solución para una elección arbitraria de componentes de deformación. Por lo tanto, se imponen algunas restricciones, denominadas ecuaciones de compatibilidad, a las componentes de deformación. Con la suma de las tres ecuaciones de compatibilidad, el número de ecuaciones independientes se reduce a tres, igualando el número de las componentes de desplazamiento desconocidas. Estas restricciones en el tensor de deformación fueron descubiertas por Saint-Venant y se denominan "Ecuaciones de compatibilidad de Saint-Venant".
Las funciones de compatibilidad sirven para asegurar una función de desplazamiento continuo de un solo valor {\displaystyle u_{i}}. Si el medio elástico se visualiza como un conjunto de cubos infinitesimales en estado no deformado, después de deformar el medio, un tensor de deformación arbitrario puede no producir una situación en la que los cubos distorsionados todavía encajen entre sí sin superponerse.
En notación indexada, las ecuaciones de compatibilidad se expresan como
{\displaystyle \varepsilon _{ij,km}+\varepsilon _{km,ij}-\varepsilon _{ik,jm}-\varepsilon _{jm,ik}=0}
En notación de ingeniería, toman la forma
- {\displaystyle {\frac {\partial ^{2}\epsilon _{x}}{\partial y^{2}}}+{\frac {\partial ^{2}\epsilon _{y}}{\partial x^{2}}}=2{\frac {\partial ^{2}\epsilon _{xy}}{\partial x\partial y}}}
- {\displaystyle {\frac {\partial ^{2}\epsilon _{y}}{\partial z^{2}}}+{\frac {\partial ^{2}\epsilon _{z}}{\partial y^{2}}}=2{\frac {\partial ^{2}\epsilon _{yz}}{\partial y\partial z}}}
- {\displaystyle {\frac {\partial ^{2}\epsilon _{x}}{\partial z^{2}}}+{\frac {\partial ^{2}\epsilon _{z}}{\partial x^{2}}}=2{\frac {\partial ^{2}\epsilon _{zx}}{\partial z\partial x}}}
- {\displaystyle {\frac {\partial ^{2}\epsilon _{x}}{\partial y\partial z}}={\frac {\partial }{\partial x}}\left(-{\frac {\partial \epsilon _{yz}}{\partial x}}+{\frac {\partial \epsilon _{zx}}{\partial y}}+{\frac {\partial \epsilon _{xy}}{\partial z}}\right)}
- {\displaystyle {\frac {\partial ^{2}\epsilon _{y}}{\partial z\partial x}}={\frac {\partial }{\partial y}}\left({\frac {\partial \epsilon _{yz}}{\partial x}}-{\frac {\partial \epsilon _{zx}}{\partial y}}+{\frac {\partial \epsilon _{xy}}{\partial z}}\right)}
- {\displaystyle {\frac {\partial ^{2}\epsilon _{z}}{\partial x\partial y}}={\frac {\partial }{\partial z}}\left({\frac {\partial \epsilon _{yz}}{\partial x}}+{\frac {\partial \epsilon _{zx}}{\partial y}}-{\frac {\partial \epsilon _{xy}}{\partial z}}\right)}

## Casos especiales

### Deformación plana

Estado de deformación plana en un medio continuo

En componentes de ingeniería reales, las tensiones (y las deformaciones) son tensores tridimensionales, pero en estructuras prismáticas, como una viga de metal larga, la longitud de la pieza es mucho mayor que las otras dos dimensiones. Las deformaciones asociadas con la longitud, es decir, la deformación normal {\displaystyle \varepsilon _{33}} y las deformaciones de corte {\displaystyle \varepsilon _{13}} y {\displaystyle \varepsilon _{23}} (si la longitud es la tercera dirección) están limitadas por el material cercano y son pequeñas en comparación con las deformaciones de la sección transversal. La deformación plana es entonces una aproximación aceptable. El tensor de deformaciones para el caso de una deformación plana se escribe como:
{\displaystyle {\underline {\underline {\boldsymbol {\varepsilon }}}}={\begin{bmatrix}\varepsilon _{11}&\varepsilon _{12}&0\\\varepsilon _{21}&\varepsilon _{22}&0\\0&0&0\end{bmatrix}}}
en el que el doble subrayado indica un tensor de segundo orden. Este estado de deformación se denomina "deformación plana". El tensor de tensiones correspondiente es:
{\displaystyle {\underline {\underline {\boldsymbol {\sigma }}}}={\begin{bmatrix}\sigma _{11}&\sigma _{12}&0\\\sigma _{21}&\sigma _{22}&0\\0&0&\sigma _{33}\end{bmatrix}}}
en el que se necesita que {\displaystyle \sigma _{33}} sea distinto de cero para mantener la restricción {\displaystyle \epsilon _{33}=0}. Este término de tensión se puede eliminar temporalmente del análisis para dejar solo los términos en el plano, reduciendo efectivamente el problema 3D a un problema 2D mucho más simple.

### Deformación antiplana
La deformación antiplana es otro estado especial de deformación que puede ocurrir en un cuerpo, por ejemplo en una región cercana a una dislocación por torsión. El tensor de deformaciones para el caso de la deformación antiplana viene dado por
{\displaystyle {\underline {\underline {\boldsymbol {\varepsilon }}}}={\begin{bmatrix}0&0&\varepsilon _{13}\\0&0&\varepsilon _{23}\\\varepsilon _{13}&\varepsilon _{23}&0\end{bmatrix}}}

## Relación con el tensor de rotación infinitesimal
El tensor de deformación infinitesimal se define como
{\displaystyle {\boldsymbol {\varepsilon }}={\frac {1}{2}}[{\boldsymbol {\nabla }}\mathbf {u} +({\boldsymbol {\nabla }}\mathbf {u} )^{T}]}
Por lo tanto, el gradiente de desplazamiento se puede expresar como
{\displaystyle {\boldsymbol {\nabla }}\mathbf {u} ={\boldsymbol {\varepsilon }}+{\boldsymbol {W}}}
donde
{\displaystyle {\boldsymbol {W}}:={\frac {1}{2}}[{\boldsymbol {\nabla }}\mathbf {u} -({\boldsymbol {\nabla }}\mathbf {u} )^{T}]}
La cantidad {\displaystyle {\boldsymbol {W}}} es el tensor de rotación infinitesimal o el tensor de desplazamiento angular infinitesimal (relacionado con la matriz de rotación infinitesimal). Este tensor es antisimétrico. Para deformaciones infinitesimales, las componentes escalares de {\displaystyle {\boldsymbol {W}}} satisfacen la condición de que {\displaystyle |W_{ij}|\ll 1}. Debe tenerse en cuenta que el gradiente de desplazamiento es pequeño solo si tanto el tensor de deformación como el tensor de rotación son infinitesimales.

### Vector axial
Un tensor de segundo orden simétrico oblicuo tiene tres componentes escalares independientes. Estas tres componentes se utilizan para definir un vector axial, {\displaystyle \mathbf {w} }, de la siguiente manera
{\displaystyle W_{ij}=-\epsilon _{ijk}~w_{k}~;~~w_{i}=-{\tfrac {1}{2}}~\epsilon _{ijk}~W_{jk}}
donde {\displaystyle \epsilon _{ijk}} es el símbolo de permutación. En forma matricial
{\displaystyle {\underline {\underline {\boldsymbol {W}}}}={\begin{bmatrix}0&-w_{3}&w_{2}\\w_{3}&0&-w_{1}\\-w_{2}&w_{1}&0\end{bmatrix}}~;~~{\underline {\mathbf {w} }}={\begin{bmatrix}w_{1}\\w_{2}\\w_{3}\end{bmatrix}}}
El vector axial también se denomina vector de rotación infinitesimal. El vector de rotación está relacionado con el gradiente de desplazamiento por la relación
{\displaystyle \mathbf {w} ={\tfrac {1}{2}}~{\boldsymbol {\nabla }}\times \mathbf {u} }
En notación indexada
{\displaystyle w_{i}={\tfrac {1}{2}}~\epsilon _{ijk}~u_{k,j}}
Si {\displaystyle \lVert {\boldsymbol {W}}\rVert \ll 1} y {\displaystyle {\boldsymbol {\varepsilon }}={\boldsymbol {0}}} entonces el material sufre una rotación de cuerpo rígido aproximada de magnitud {\displaystyle |\mathbf {w} |} alrededor del vector {\displaystyle \mathbf {w} }.

### Relación entre el tensor de deformación y el vector de rotación
Dado un campo de desplazamiento continuo de un solo valor {\displaystyle \mathbf {u} } y el tensor de deformación infinitesimal correspondiente {\displaystyle {\boldsymbol {\varepsilon }}}, se tiene que (véase Derivada de un tensor (mecánica de medios continuos))
{\displaystyle {\boldsymbol {\nabla }}\times {\boldsymbol {\varepsilon }}=e_{ijk}~\varepsilon _{lj,i}~\mathbf {e} _{k}\otimes \mathbf {e} _{l}={\tfrac {1}{2}}~e_{ijk}~[u_{l,ji}+u_{j,li}]~\mathbf {e} _{k}\otimes \mathbf {e} _{l}}
Dado que un cambio en el orden de diferenciación no altera el resultado, {\displaystyle u_{l,ji}=u_{l,ij}}. Por lo tanto
{\displaystyle e_{ijk}u_{l,ji}=(e_{12k}+e_{21k})u_{l,12}+(e_{13k}+e_{31k})u_{l,13}+(e_{23k}+e_{32k})u_{l,32}=0}
Además
{\displaystyle {\tfrac {1}{2}}~e_{ijk}~u_{j,li}=\left({\tfrac {1}{2}}~e_{ijk}~u_{j,i}\right)_{,l}=\left({\tfrac {1}{2}}~e_{kij}~u_{j,i}\right)_{,l}=w_{k,l}}
y por eso
{\displaystyle {\boldsymbol {\nabla }}\times {\boldsymbol {\varepsilon }}=w_{k,l}~\mathbf {e} _{k}\otimes \mathbf {e} _{l}={\boldsymbol {\nabla }}\mathbf {w} }

### Relación entre tensor de rotación y vector de rotación
A partir de una identidad importante con respecto al rotacional de un tensor, se sabe que para un campo de desplazamiento continuo de un solo valor {\displaystyle \mathbf {u} },
{\displaystyle {\boldsymbol {\nabla }}\times ({\boldsymbol {\nabla }}\mathbf {u} )={\boldsymbol {0}}.}
Dado que {\displaystyle {\boldsymbol {\nabla }}\mathbf {u} ={\boldsymbol {\varepsilon }}+{\boldsymbol {W}}}, entonces
{\displaystyle {\boldsymbol {\nabla }}\times {\boldsymbol {W}}=-{\boldsymbol {\nabla }}\times {\boldsymbol {\varepsilon }}=-{\boldsymbol {\nabla }}\mathbf {w} .}

## Tensor de deformación en coordenadas no cartesianas

### Tensor de deformación en coordenadas cilíndricas
En coordenadas cilíndricas ({\displaystyle r,\theta ,z}), el vector de desplazamiento se puede escribir como
{\displaystyle \mathbf {u} =u_{r}~\mathbf {e} _{r}+u_{\theta }~\mathbf {e} _{\theta }+u_{z}~\mathbf {e} _{z}}
Las componentes del tensor de deformación en un sistema de coordenadas cilíndrico vienen dadas por:
{\displaystyle {\begin{aligned}\varepsilon _{rr}&={\cfrac {\partial u_{r}}{\partial r}}\\\varepsilon _{\theta \theta }&={\cfrac {1}{r}}\left({\cfrac {\partial u_{\theta }}{\partial \theta }}+u_{r}\right)\\\varepsilon _{zz}&={\cfrac {\partial u_{z}}{\partial z}}\\\varepsilon _{r\theta }&={\cfrac {1}{2}}\left({\cfrac {1}{r}}{\cfrac {\partial u_{r}}{\partial \theta }}+{\cfrac {\partial u_{\theta }}{\partial r}}-{\cfrac {u_{\theta }}{r}}\right)\\\varepsilon _{\theta z}&={\cfrac {1}{2}}\left({\cfrac {\partial u_{\theta }}{\partial z}}+{\cfrac {1}{r}}{\cfrac {\partial u_{z}}{\partial \theta }}\right)\\\varepsilon _{zr}&={\cfrac {1}{2}}\left({\cfrac {\partial u_{r}}{\partial z}}+{\cfrac {\partial u_{z}}{\partial r}}\right)\end{aligned}}}

### Tensor de deformación en coordenadas esféricas

Coordenadas esféricas (r, θ, φ) como se usan comúnmente en física: distancia radial r, ángulo polar θ (θ), y ángulo azimutal φ (φ). El símbolo ρ (ρ) se utiliza a menudo en lugar de r

En coordenadas esféricas ({\displaystyle r,\theta ,\phi }), el vector de desplazamiento se puede escribir como
{\displaystyle \mathbf {u} =u_{r}~\mathbf {e} _{r}+u_{\theta }~\mathbf {e} _{\theta }+u_{\phi }~\mathbf {e} _{\phi }}
Las componentes del tensor de deformación en un sistema de coordenadas esféricas vienen dadas por
{\displaystyle {\begin{aligned}\varepsilon _{rr}&={\cfrac {\partial u_{r}}{\partial r}}\\\varepsilon _{\theta \theta }&={\cfrac {1}{r}}\left({\cfrac {\partial u_{\theta }}{\partial \theta }}+u_{r}\right)\\\varepsilon _{\phi \phi }&={\cfrac {1}{r\sin \theta }}\left({\cfrac {\partial u_{\phi }}{\partial \phi }}+u_{r}\sin \theta +u_{\theta }\cos \theta \right)\\\varepsilon _{r\theta }&={\cfrac {1}{2}}\left({\cfrac {1}{r}}{\cfrac {\partial u_{r}}{\partial \theta }}+{\cfrac {\partial u_{\theta }}{\partial r}}-{\cfrac {u_{\theta }}{r}}\right)\\\varepsilon _{\theta \phi }&={\cfrac {1}{2r}}\left({\cfrac {1}{\sin \theta }}{\cfrac {\partial u_{\theta }}{\partial \phi }}+{\cfrac {\partial u_{\phi }}{\partial \theta }}-u_{\phi }\cot \theta \right)\\\varepsilon _{\phi r}&={\cfrac {1}{2}}\left({\cfrac {1}{r\sin \theta }}{\cfrac {\partial u_{r}}{\partial \phi }}+{\cfrac {\partial u_{\phi }}{\partial r}}-{\cfrac {u_{\phi }}{r}}\right)\end{aligned}}}